# Toque de tentenublo
El toque de tentenublo es el repique de campanas que tradicionalmente se hacía con la intención de alejar las tormentas de granizo, en la creencia de que mediante tal repiqueteo las tormentas se contenían, se disipaban o por lo menos se suavizaban, sin producir los temidos daños en el campo. Tal creencia, que no tiene fundamento científico, era en realidad un ritual cuasi mágico que convertía al campanero en un trasunto chamánico del brujo, de acuerdo con las creencias menos ortodoxas religiosas y más cercanas al sentir popular, emparentado aún con las antiguas ideas precristianas. Así, por la necesidad imperiosa de ahuyentar las tormentas y de salvaguardar del granizo las imprescindibles cosechas que salvaran a la población del hambre, el tentenublo ha llegado casi hasta nuestros días como un magnífico ejemplo de antropología y etnografía rural en España.
Era sobre todo característico de las regiones españolas de Castilla y León, Castilla-La Mancha, País Vasco, Navarra, Cantabria, La Rioja y parte de Aragón. El toque iba acompañado de rezos a Santa Bárbara y letanías tales como «Si lluvia traes ven para acá, si piedra, vete para allá». En la actualidad el número de parroquias que hacen el toque ha disminuido mucho.

## Lugares
Una de las poblaciones donde se conserva este toque es la villa de Los Arcos, en Navarra, en la cual desde el 3 de mayo al 14 de septiembre, todos los días, anunciando el mediodía, era costumbre conservada repicar el tentenublo con las campanas de la iglesia de Santa María. Actualmente se realiza este repique de campanas los domingos comprendidos entre esas fechas después de la Misa Mayor. Al son de las campanas, los habitantes recitan la siguiente letanía: «Tente nublo, tente en ti, no te caigas sobre mí, guarda el pan, guarda el vino, guarda los campos, que están floridos». También servía de orientación para los peregrinos que caminaban hacia el Sepulcro del Apóstol Santiago, dado que esta población es etapa casi obligada de dicha ruta.
En Puentedey (Comarca de Las Merindades, provincia de Burgos) se mantiene esta costumbre con una pequeña variante: en vez de Tentenublo, el toque se conoce como "Tentenube". Al tocar el repique, se dice la siguiente letanía: "tente nube, tente tú, que Dios puede más que tú. Si eres agua, vente acá. Si eres piedra, vete allá". Campaneros como Antonino Saiz, natural del pueblo, han mantenido el toque vivo hasta el día presente.
En Álava se conservan varias variantes: Tente nublo, tente en ti / no te caigas sobre mí / guarda el pan, guarda el vino / guarda los campos / que están floridos.